# Mijoux
Mijoux ist eine französische Gemeinde im Département Ain in der Region Auvergne-Rhône-Alpes.

## Geographie
Mijoux liegt auf 992 m, sechs Kilometer nordwestlich von Gex und etwa 22 Kilometer nordnordwestlich der Stadt Genf (Luftlinie). Das Dorf erstreckt sich im französischen Jura im Längstal Combe de Mijoux, das von der Valserine entwässert wird, am Nordfuß des Passübergangs Col de la Faucille. Es bildet zusammen mit der Nachbargemeinde Lélex das Wintersportgebiet Monts Jura. Die Valserine markiert die Grenze zum Département Jura.
Die Fläche des 22,00 km² großen Gemeindegebiets umfasst einen Abschnitt des Hochjuras. Als schmaler Streifen gehört ein großer Teil des linken (südöstlichen) Talhangs der Combe de Mijoux zur Gemeindefläche. Dieser Hang ist überwiegend bewaldet, weist eine starke Neigung auf und wird teilweise von Felsbändern durchzogen. Im Bereich des Col de la Faucille (1320 m) und den südwestlich angrenzenden Petit Montrond (1534 m) und Mont Rond (mit 1596 m die höchste Erhebung von Mijoux) verläuft die Grenze entlang der Wasserscheide auf dem Kamm. Ansonsten ist sie gegen Mijoux hin verschoben und liegt oberhalb des Steilhanges. Oberhalb von rund 1400 m befinden sich ausgedehnte Bergweiden, die von typischen Karsterscheinungen wie Dolinen und Karrenfeldern durchsetzt sind. Das Gemeindegebiet ist Teil des Regionalen Naturparks Haut-Jura (frz.: Parc naturel régional du Haut-Jura). Im Nordwesten kennzeichnet stets der Bachlauf der Valserine die Gemeindegrenze. Diese fließt durch ein Juralängstal mit verhältnismäßig breitem Talboden, jedoch steilen Hängen nach Südwesten zur Rhône.
Zu Mijoux gehören neben dem ursprünglichen Ort auch verschiedene Weiler und Gehöfte, darunter:
- Les Mars (900 m) in der Combe de Mijoux am nördlichen Ortsrand von Lélex
- Septfontaines (904 m) in der Combe de Mijoux am Westfuß des Colomby de Gex

Nachbargemeinden von Mijoux sind Lajoux im Norden, Divonne-les-Bains, Vesancy, Gex, Échenevex und Crozet im Osten, Lélex im Süden sowie Septmoncel les Molunes  mit Les Molunes im Westen.

## Geschichte
Im 8. Jahrhundert wurde das Gebiet um Mijoux von Mönchen aus dem Kloster Saint-Claude gerodet und urbar gemacht. Seit dem Mittelalter gehörte Mijoux den Herren von Gex. Zusammen mit dieser Herrschaft kam das Dorf im 14. Jahrhundert unter die Oberhoheit der Grafen von Savoyen. Danach teilte Mijoux die wechselvolle Geschichte des Pays de Gex, mit dem es nach Abschluss des Vertrages von Lyon 1601 endgültig an Frankreich gelangte. Erst im Jahre 1910 wurde Mijoux von Gex abgetrennt und zu einer eigenständigen Gemeinde erhoben.

## Bevölkerungsentwicklung
| Jahr                       | 1962 | 1968 | 1975 | 1982 | 1990 | 1999 | 2010 | 2021 |
| Einwohner                  | 288  | 227  | 191  | 200  | 258  | 312  | 379  | 297  |
| Quellen: Cassini und INSEE |      |      |      |      |      |      |      |      |

Mit 297 Einwohnern (Stand 1. Januar 2022) gehört Mijoux zu den kleinen Gemeinden des Départements Ain. Nachdem die Einwohnerzahl in der ersten Hälfte des 20. Jahrhunderts deutlich abgenommen hatte, wurde besonders zu Beginn der 1980er-Jahre wieder ein Bevölkerungswachstum verzeichnet.

## Sehenswürdigkeiten
- Funkturm auf dem Mont Rond

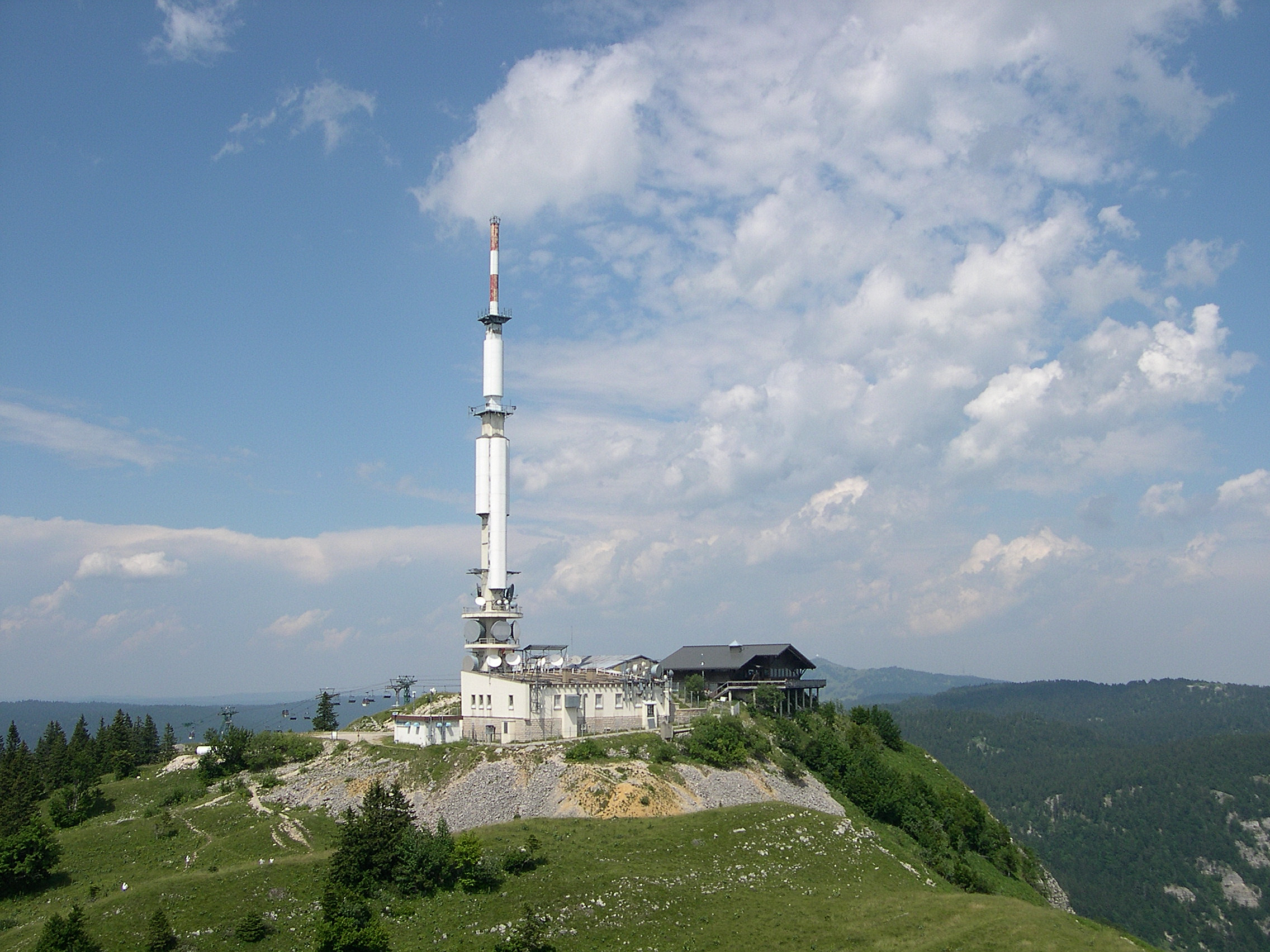
Funkturm
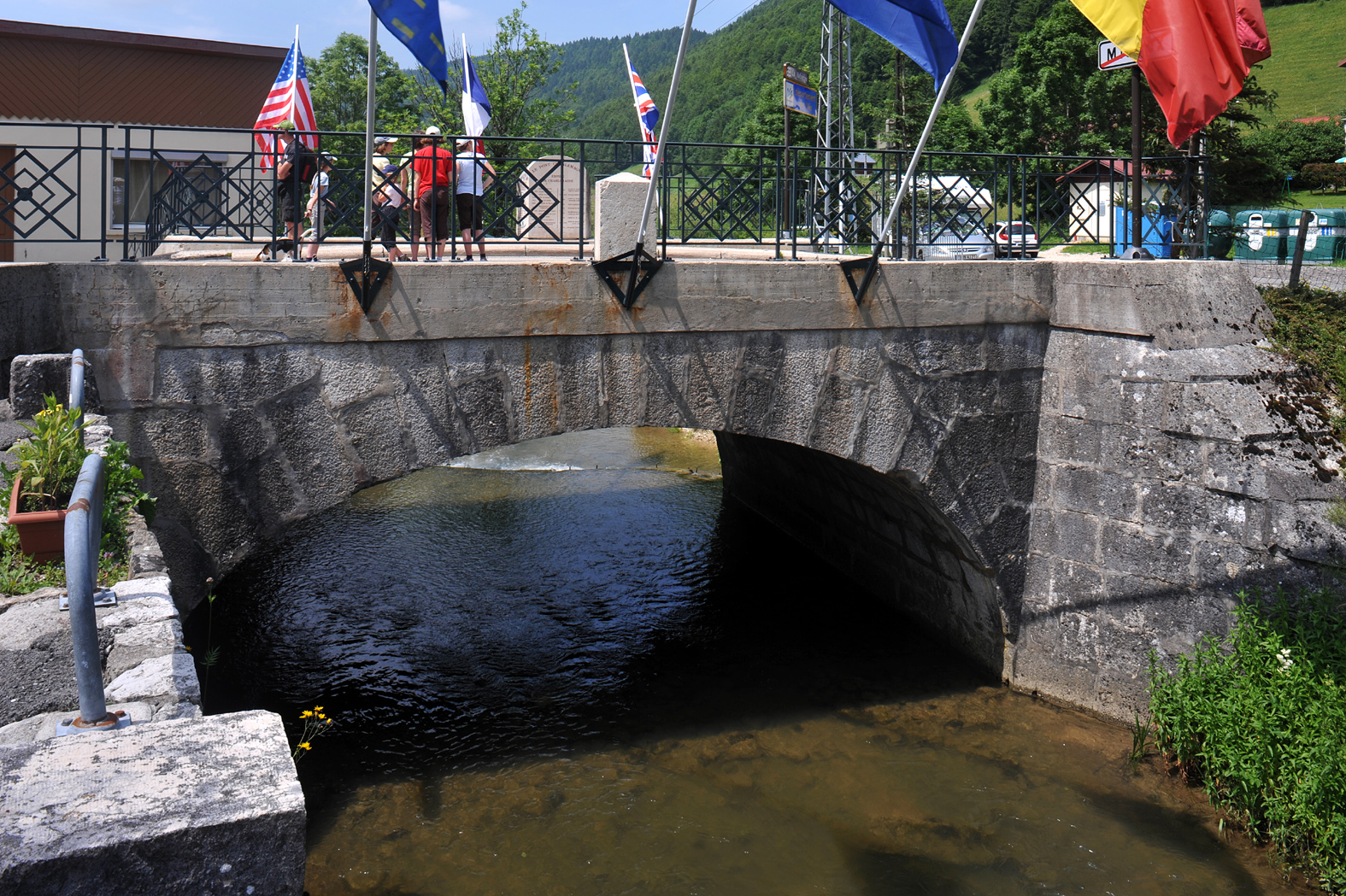
Brücke über die Valserine
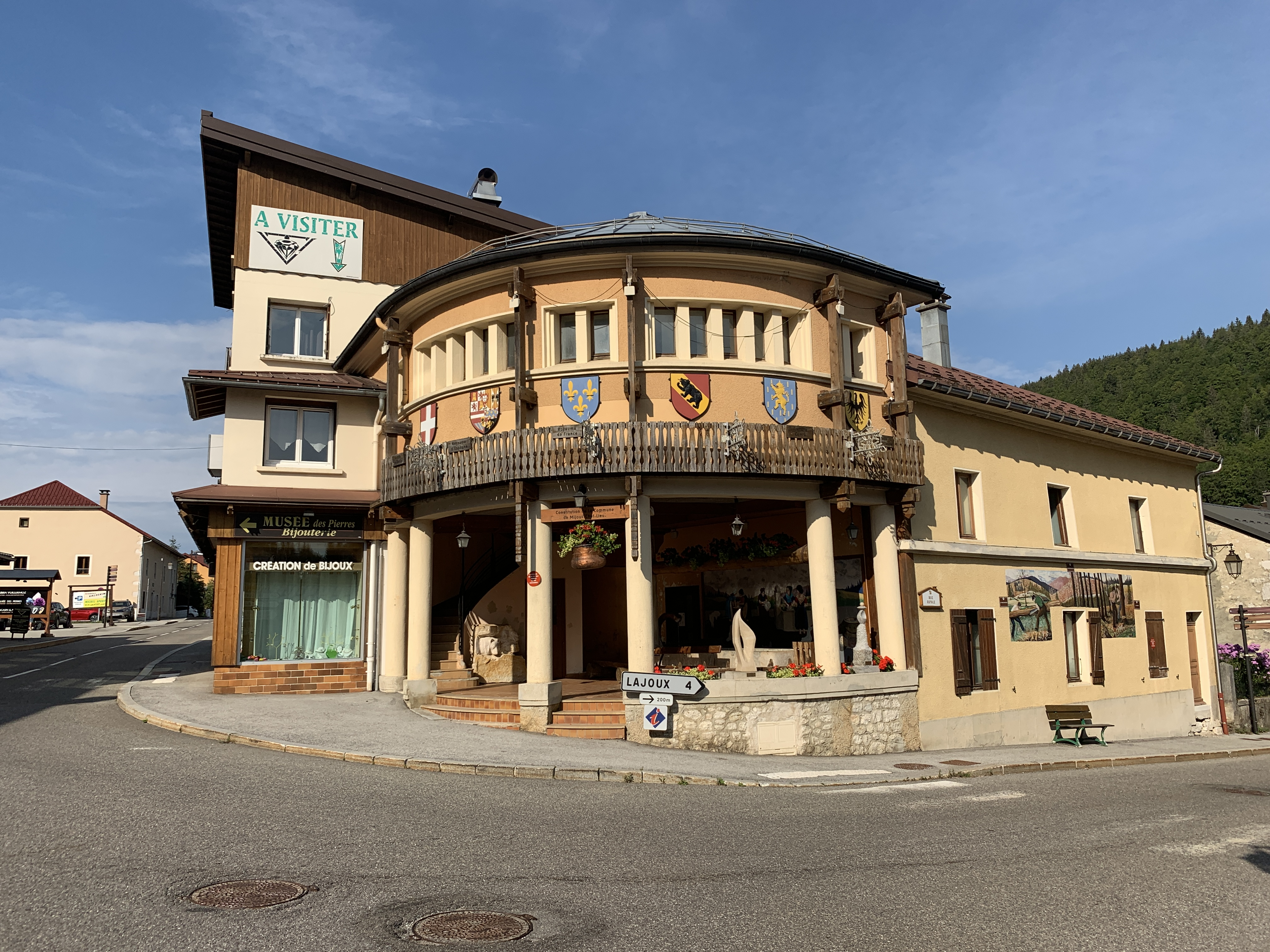
Gemeindefoyer „Rotonde“ und Museum
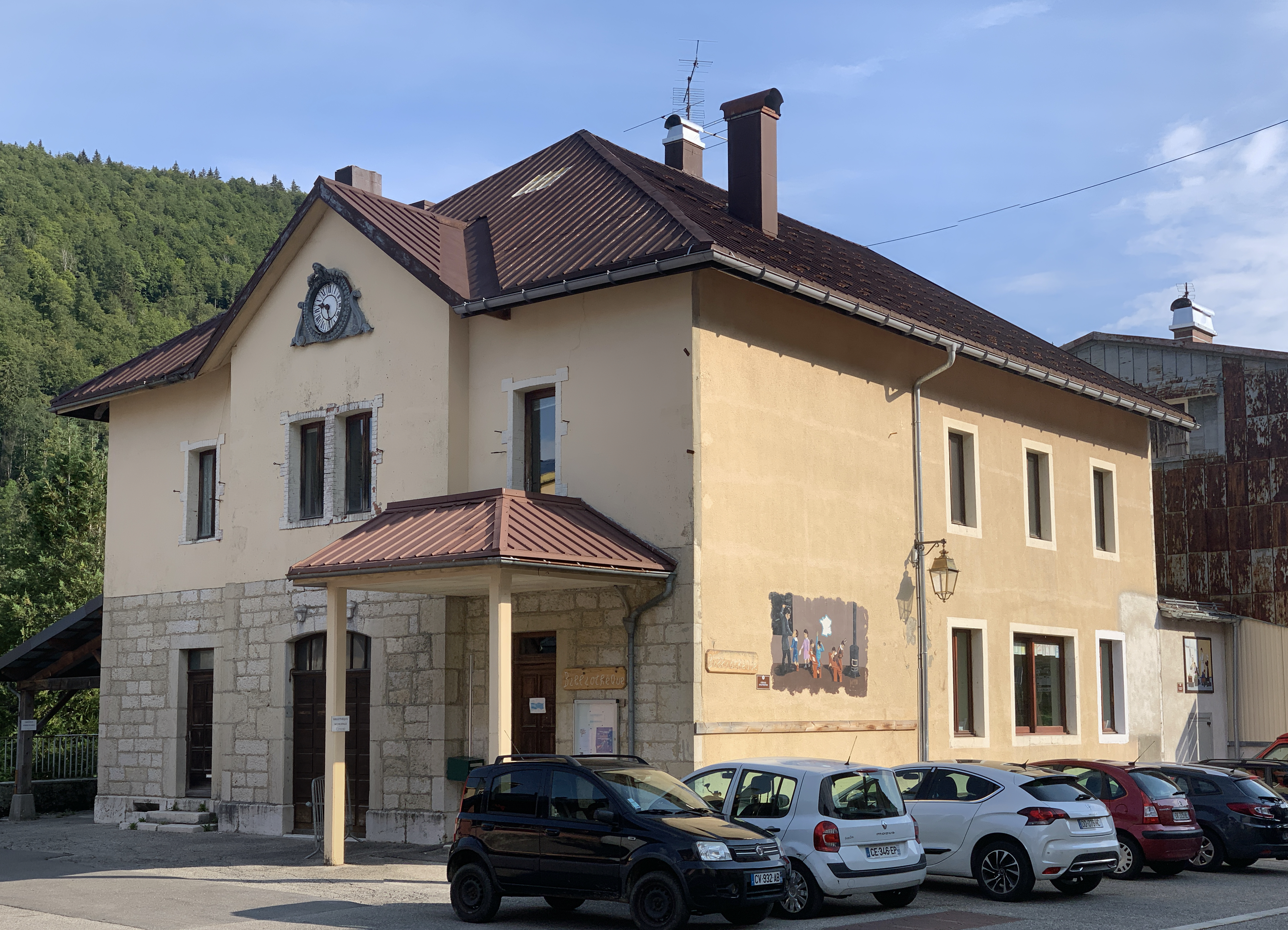
Bibliothek
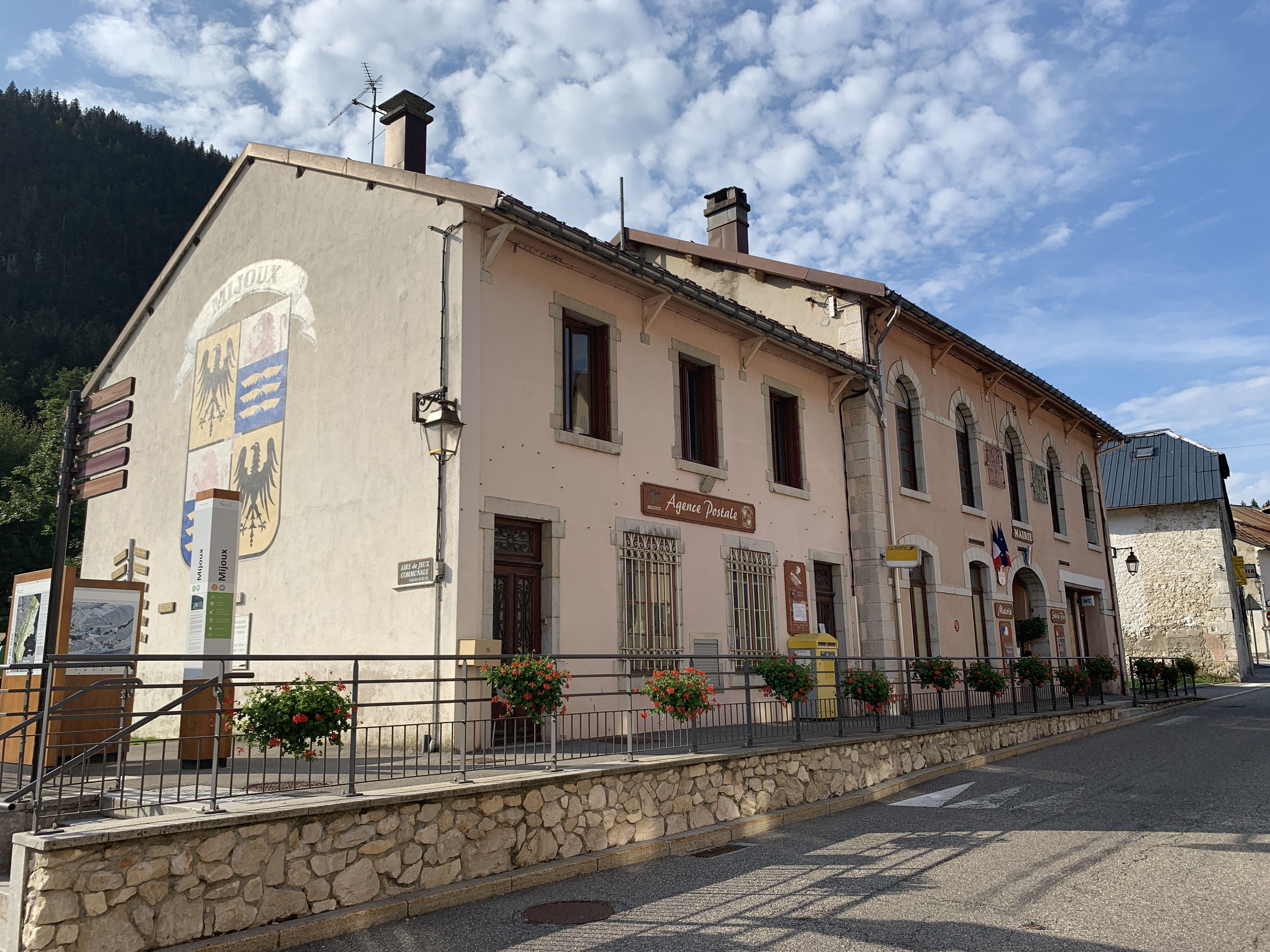
Rathaus (mairie) und Postamt
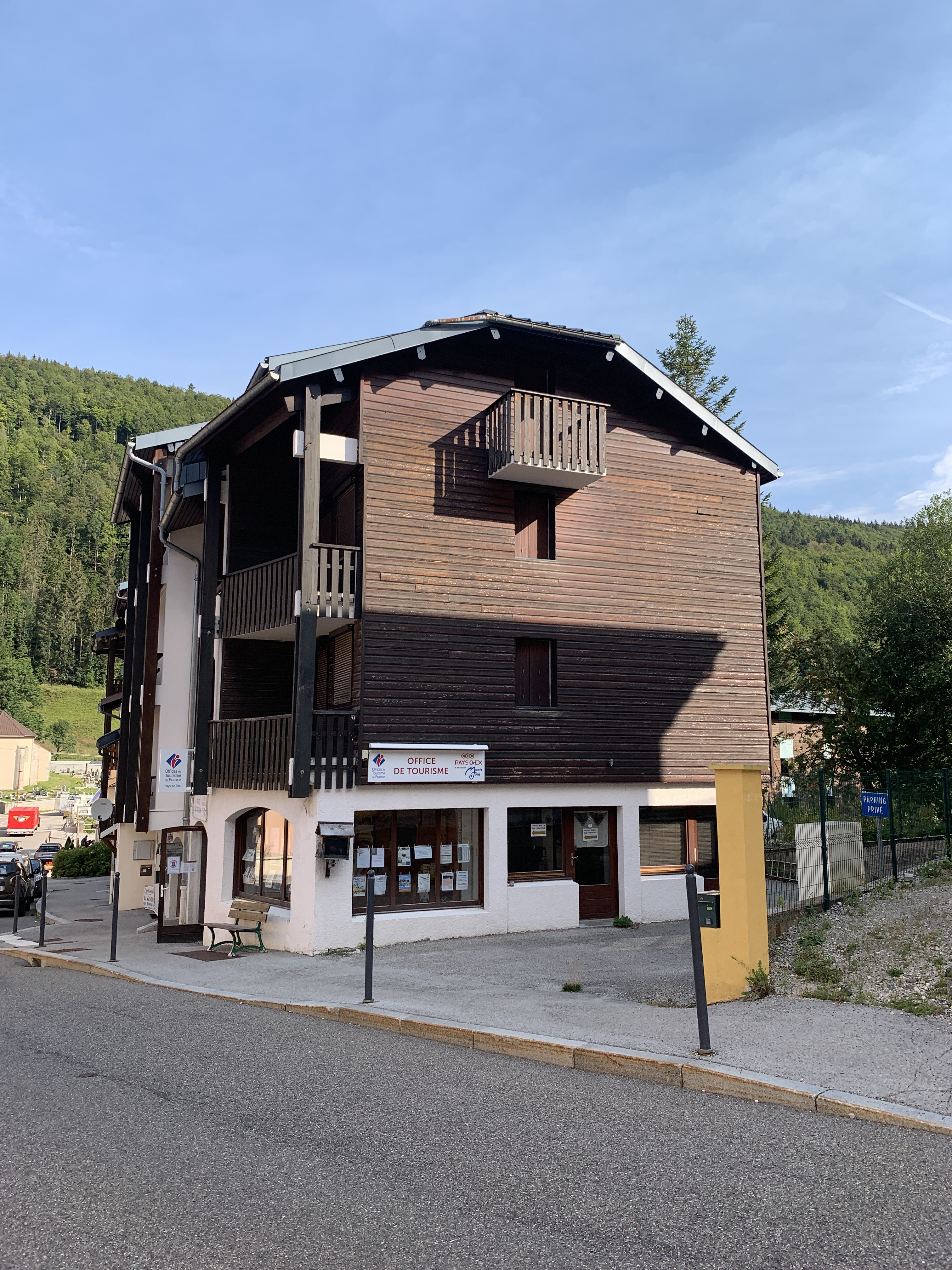
Tourismusbüro
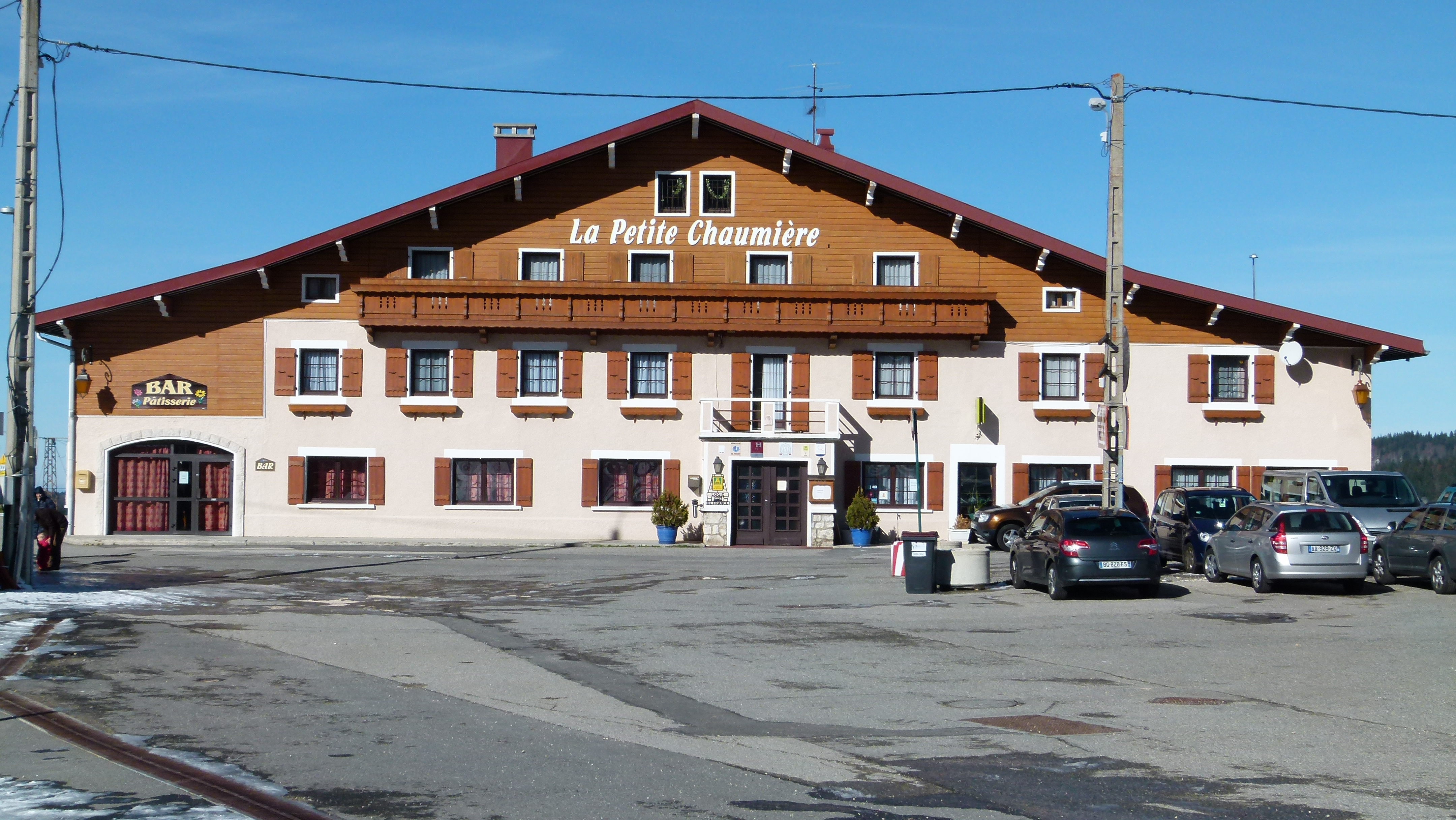
Gasthaus La Petite Chaumière auf dem Pass Col de la Faucille
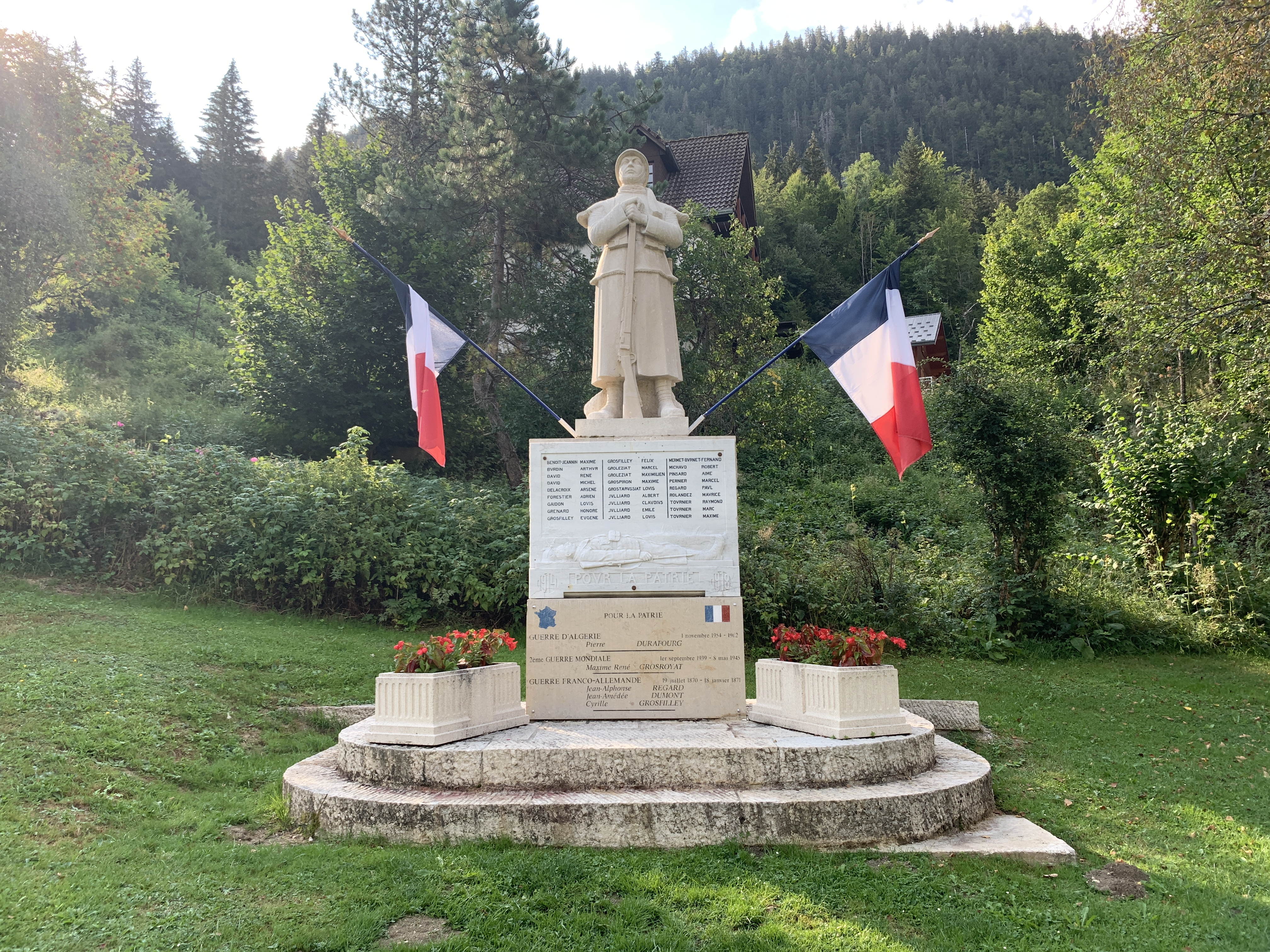
Gefallenendenkmal

## Wirtschaft und Infrastruktur
Mijoux war bis weit ins 20. Jahrhundert hinein ein vorwiegend durch die Landwirtschaft und die Forstwirtschaft geprägtes Dorf. Heute gibt es einige Betriebe des lokalen Kleingewerbes, unter anderem auch Holzverarbeitung. Mittlerweile hat sich das Dorf zu einem wichtigen Wintersportort im Jura gewandelt. Im Bereich des Col de la Faucille sind die Hänge durch zwei Seilbahnen und mehrere Skilifte erschlossen. Der Ort ist auch im Sommer Ausgangspunkt für ausgedehnte Jurawanderungen. In der Combe de Mijoux wurde ein Golfplatz eingerichtet.
Die Ortschaft ist verkehrsmäßig recht gut erschlossen. Sie liegt an der Departementsstraße D936, die vom Col de la Faucille nach Saint-Claude führt und damit einen wichtigen Juraübergang darstellt. Weitere Straßenverbindungen bestehen mit Les Rousses und via Lélex mit Bellegarde-sur-Valserine.